# Ark (logiciel)
Pour les articles homonymes, voir Ark.
Ark est un logiciel de compression de données pour KDE, inclut dans le package kdeutils. C'est en réalité une interface graphique (frontend) pour les outils de compression employés via l'interface en ligne de commande (backend).
C'est un logiciel libre distribué selon les termes de la licence GNU GPL dans sa version 2.

## Fonctionnalités
- Ark n'a aucun support de format d'archive, mais dispose d'une interface utilisateur pour différents archiveurs en ligne de commande tels : 7z, tar, RAR, zip, gzip, bzip2, lha, zoo, et ar.
- Ark peut être intégré dans Konqueror, un gestionnaire de fichier KDE, par l'intermédiaire de la technologie KPart et d'un plugin approprié de kdeaddons. Les fichiers peuvent être ajoutés ou extraits à partir du menu contextuel de Konqueror
- Ark permet d'éditer les fichiers de l'archive par d'autres programmes. Il permet de supprimer des fichiers de l'archive.
- Création d'archive par glisser-déposer.